# Slow Motion (Trey Songz)
Slow Motion è un brano musicale del cantante statunitense Trey Songz pubblicato il 20 gennaio del 2015 come singolo d'anticipazione della ristampa dell'album Trigga.

## Il brano
Il brano è stato scritto da Charlie Puth e Trey Songz, e prodotto dallo stesso Puth, e presenta sonorità R&B e soul.

## Classifiche
| Classifica (2015) | Posizione massima |
| ----------------- | ----------------- |
| Stati Uniti       | 26                |
| Stati Uniti (R&B) | 8                 |